# Mtarfa
Mtarfa (in forma estesa maltese L-Imtarfa) è un piccolo comune di Malta nei pressi di Rabat (di cui era parte fino al 2000) e Medina, con una popolazione di 2 396 abitanti.

## Storia
Mtarfa nasce in periodo romano come sobborgo di Melita (Mdina) attorno ad un tempio di Proserpina, le cui rovine furono distrutte nel XVII e XVIII secolo e le pietre riutilizzate in altri edifici. Le vestigia della città romana, compresa la sistemazione delle strade e molte tombe, sono sopravvissuti fino alla fine del XIX secolo.
Nel 1890 i britannici cominciarono a costruire caserme militari a Mtarfa, distruggendo la maggior parte dei resti romani. La torre dell'orologio, oggi punto di riferimento importante di Mtarfa, fu costruita nel 1895. Un ospedale navale, RNH Mtarfa, fu costruito durante la prima guerra mondiale ed è stato poi convertito in una scuola secondaria di stato, dedicata a Sir Temi Zammit. Una cappella dedicata a St. Oswald fu costruita dagli inglesi dopo la fine della prima guerra mondiale.
Dopo che i britannici hanno lasciato Malta, le caserme sono state riconvertite in alloggi e la città si è trasformata in una moderna zona residenziale.

## Amministrazione

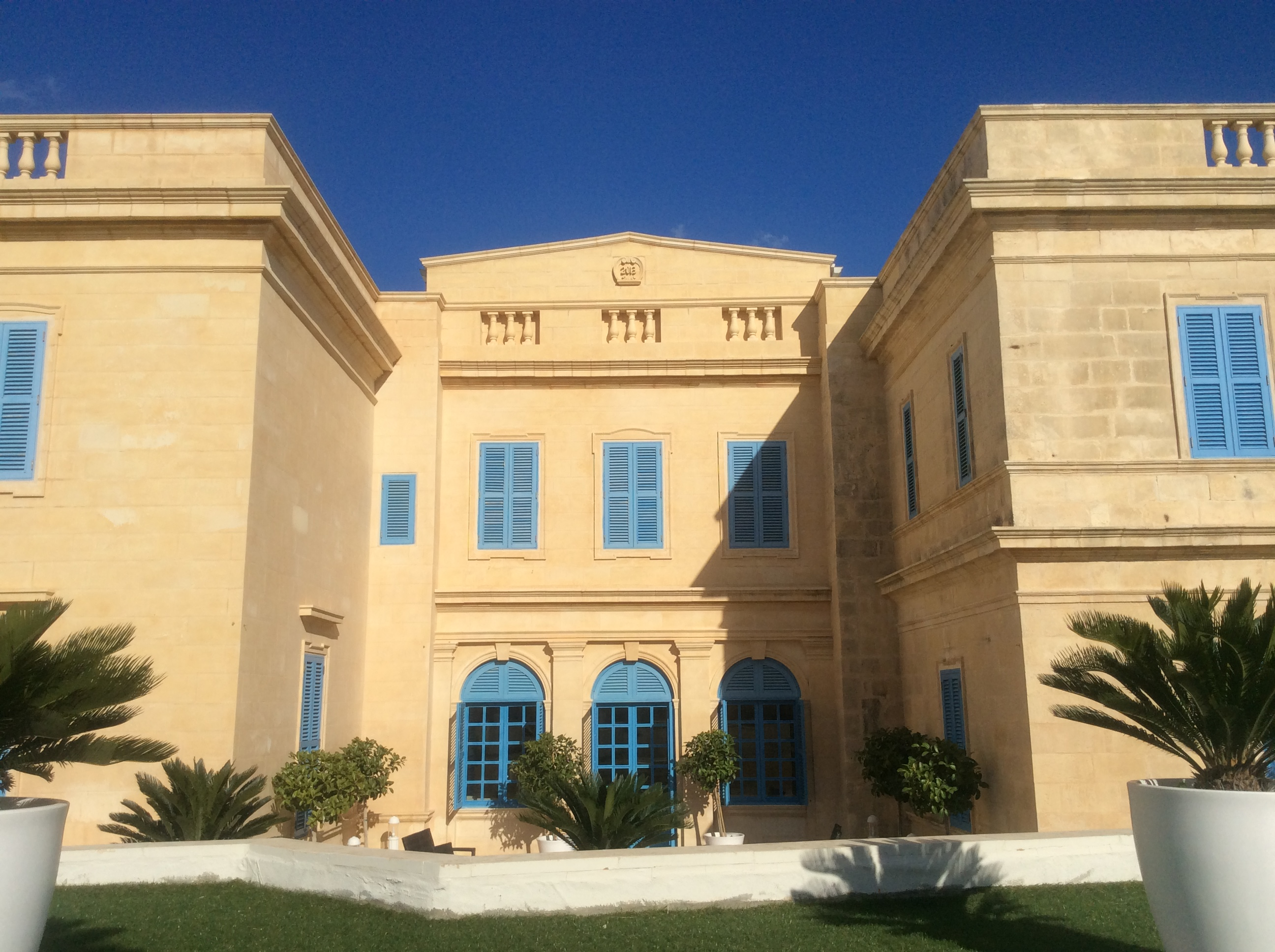
Dar Kenn Ghal Sahhtek, ex caserma britannica

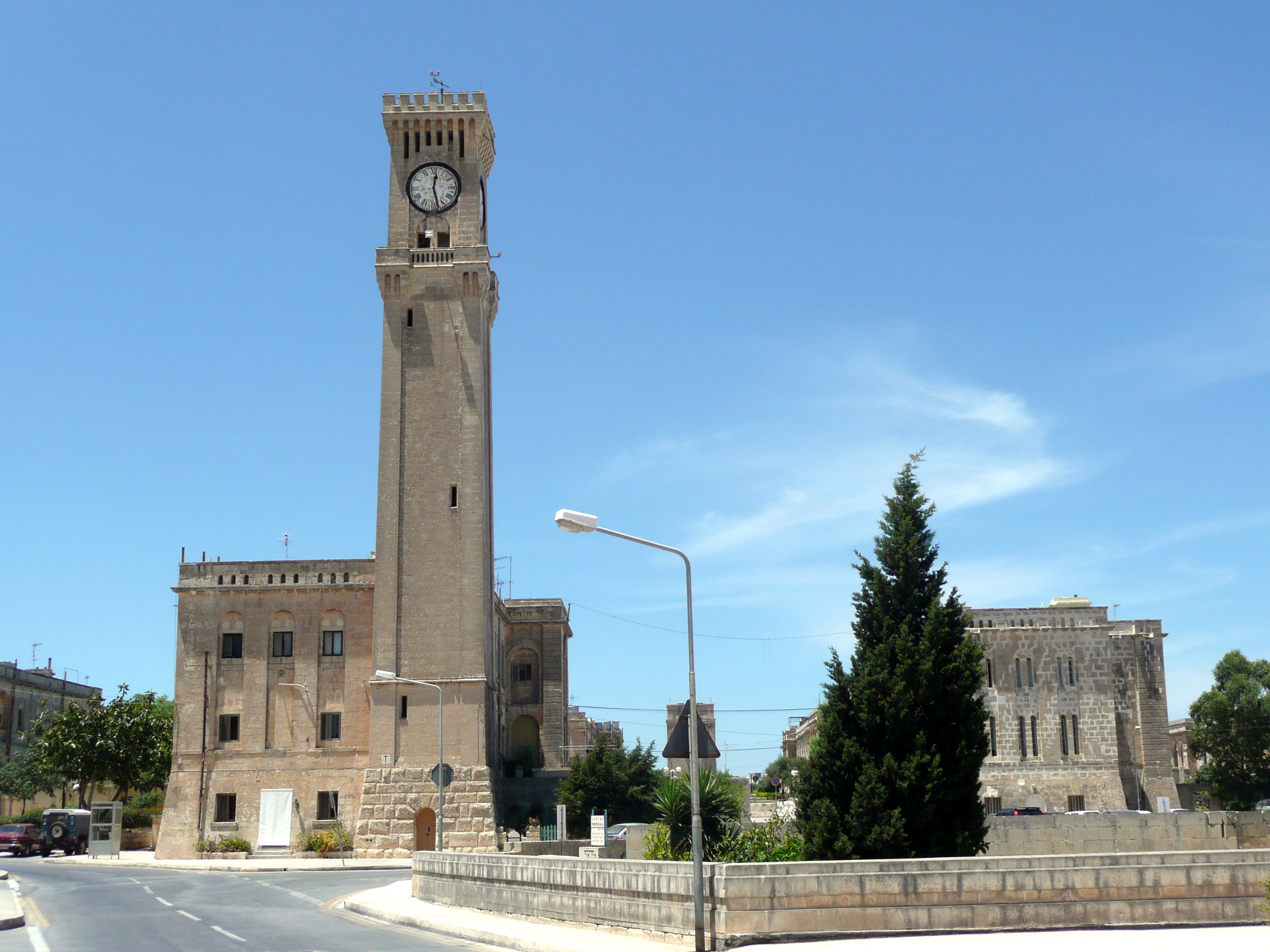
Torre dell'orologio

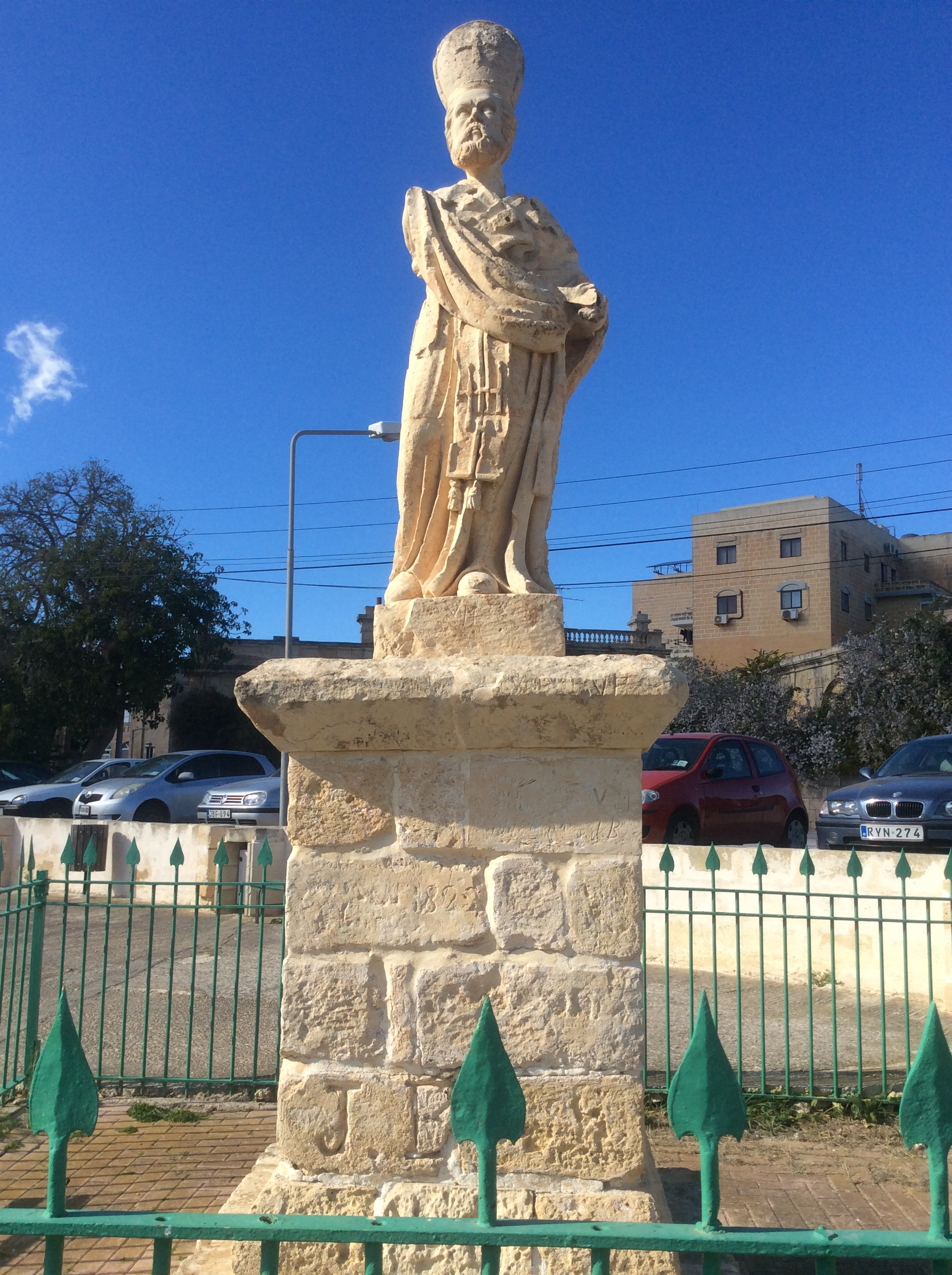
Statua di San Nicola, nella zona dell'ex tempio di Proserpina

Dal 1993 al 2000 Mtarfa ha fatto parte del consiglio locale di Rabat. È divenuto comune autonomo con emendamento del 2000 alla legge sui consigli locali. Nel 2008 il comune è stato commissariato per incapacità del consiglio locale di riunirsi per più di un anno.
Il sindaco è Daniel John Attard del Partito Laburista.
Aree di Mtarfa
- Buqana
- Ġnien Ħira
- Ħaż-Żmien
- Il-Marġ
- It-Tabija
- Sandar
- Santa Luċija
- Ta' Sagħat
- Ta' Slampa
- Tal-Għeriexem
- Tal-Kanuni
- Tal-Maħruq
- Tar-Rangu
- Tat-Tabija
- Wied il-Qliegħa

## Sport
La squadra di calcio locale è il Mtarfa F.C., fondato nel 2006, che è entrato nella Terza Divisione del campionato maltese nel 2007/2008.